# Katsuyuki Motohiro
Katsuyuki Motohiro (本広克行, Motohiro Katsuyuki), né le 13 juillet 1965 à Marugame dans la préfecture de Kagawa au Japon, est un réalisateur et producteur de cinéma japonais.

## Filmographie partielle

### Comme réalisateur

#### Films
- 1996 : Seventh of July, Sunny Day (7月7日、晴れ, Shichi-gatsu nano ka, hare?)
- 1998 : Bayside Shakedown: The Movie (踊る大捜査線 THE MOVIE, Odoru daisosasen: The Movie?)
- 2000 : Space Travelers (スペーストラベラーズ, Supeisu toraberāzu?)
- 2001 : Satorare (サトラレ?)
- 2003 : Bayside Shakedown 2 (踊る大捜査線 THE MOVIE 2 レインボーブリッジを封鎖せよ！, Odoru daisosasen: The Movie 2 - Rainbow Bridge wo fūsa seyo!?)
- 2005 : Kōshōnin Mashimo Masayoshi (交渉人 真下正義?)
- 2006 : Udon (うどん?)
- 2015 : Maku ga agaru (幕が上がる?)
- 2017 : Ajin : Semi-humain (亜人, Ajin?)
- 2024 : Muroi Shinji: Yaburezaru mono (室井慎次 敗れざる者?)
- 2024 : Muroi Shinji: Ikitsuzukeru mono (室井慎次 生き続ける者?)

#### Téléfilms
- 1997 : Odoru daisosasen: Nenmatsu tokubetsu keikai Special